# جوني أراي
جوني أراي (باليابانية: 新井 純平) (22 يوليو 1989 في إيباراكي في اليابان – )؛ هو لاعب كرة قدم ياباني سابق كان يلعب كلاعب وسط.

## وصلات خارجية
- جوني أراي على موقع رابطة كرة القدم اليابانية للمحترفين (اليابانية)
- جوني أراي على موقع قاعدة بيانات كرة القدم.إي يو (الإنجليزية)
- جوني أراي على موقع Soccerway.com (الإنجليزية)
- جوني أراي على موقع عالم كرة القدم.نت (الإنجليزية)